# نكبة وبقاء (كتاب)
نكبة وبقاء هو كتاب من تأليف المؤرخ الفلسطيني عادل مناع، يحوي دراسة عن حقبة تأسيسية في تاريخ الفلسطينيين الذين بقوا في حيفا والجليل بعد النكبة (1948-1956).

## نبذة
يشمل الكتاب الذي صدر في طبعتين، سرد حكايات إنسانية وشخصية، ويبحث في أسباب وحيثيات البقاء في فلسطين بعد سنة 1948. ويسلط الضوء على بعض حالات «عدم الطرد» من الناصرة وأغلبية قرى ناحيتها، والقرى الدرزية وغيرها. ويشمل حكايات من لم يطردوا، وآخرين طردوا ثم عادوا إلى وطنهم.
يوثق الكتاب كذلك، صراع البقاء وحيثياته منذ النكبة حتى حرب السويس ومذبحة كفر قاسم اعتمادًا على منشورات ومخطوطات، ويبرز في البحث الوثيقة الشفوية من خلال مقابلات أجريت مع من عايشوا الأحداث وكانوا شهود عيان عليها.

## عن الكتاب
- كتاب: نكبة وبقاء - حكاية فلسطينيين ظلّوا في حيفا والجليل (1948-1956)
- الصدور 2016 عن مؤسسة الدراسات الفلسطينية
- ط.ا: بيروت - ط. 2 رام الله
- عدد الصفحات: 480
- يتوزع على 7 فصول